# Campeonato de Fútbol del Guayas 1958
El Campeonato de Fútbol del Guayas 1958 o más conocido como la Copa de Guayaquil 1958 fue la 8ª edición de los campeonatos semiprofesionales del Guayas, dicho torneo fue organizado por la Asociación del Fútbol del Guayas (ASOGUAYAS), como anecdotario en este torneo se pudo haber visto el primer descenso en el profesionalismo del Barcelona tras caer en la última fecha ante el Emelec, sin embargo la Asoguayas, decidió mantenerlo en la Serie A, debido al retiro de la institución milagreña UD.Valdez por problemas económicos en su matriz azucarera. 
El Club Sport Patria obtendría su primer título en el profesionalismo y el Emelec obtendría su segundo subcampeonato.

## Formato del Torneo
El campeonato de Guayaquil 1958 se jugara con el formato de 2 etapas y será de la siguiente manera:
Primera Etapa
En la Primera Etapa se jugaran un todos contra todos en encuentros de ida y vuelta los 4 primeros equipos logran clasificarse al cuadrangular final para definir al campeón de la temporada.
Segunda Etapa(Cuadrangular final)
Se jugaría un cuadrangular con los 4 equipos clasificados en la 1ª fase en encuentros de ida, el equipo que haya obtenido la mayor cantidad de puntos en la sumatoria de ambas etapas tanto en la 1° como en la 2ª etapa será el nuevo campeón.
No hubo reglamento para descenso en este campeonato, ya que los jugadores se encontraban en un paro por la falta de pagos

## Equipos
| Equipo       | Ciudad            | Estadio                      | Capacidad    |
| ------------ | ----------------- | ---------------------------- | ------------ |
| Barcelona    | Guayaquil         | George Capwell Ramón Unamuno | 11.000 5.000 |
| Emelec       | Guayaquil         | George Capwell Ramón Unamuno | 11.000 5.000 |
| LDU          | Guayaquil         | George Capwell Ramón Unamuno | 11.000 5.000 |
| Patria       | Guayaquil         | George Capwell Ramón Unamuno | 11.000 5.000 |
| 9 de Octubre | Guayaquil         | George Capwell Ramón Unamuno | 11.000 5.000 |
| Everest      | Guayaquil         | George Capwell Ramón Unamuno | 11.000 5.000 |
| U.D. Valdez  | Milagro Guayaquil | George Capwell Ramón Unamuno | 11.000 5.000 |

## Primera Etapa

### Partidos y resultados
| Fecha 1      | Fecha 1   | Fecha 1          |
| Equipo Local | Resultado | Equipo Visitante |
| ------------ | --------- | ---------------- |
| Emelec       | 5-0       | 9 de Octubre     |
| UD.Valdez    | 1-1       | LDU(G)           |
| Patria       | 3-0       | Everest          |

| Fecha 2      | Fecha 2   | Fecha 2          |
| Equipo Local | Resultado | Equipo Visitante |
| ------------ | --------- | ---------------- |
| Barcelona    | 0-10      | 9 de Octubre     |
| Everest      | 1-1       | Emelec           |
| Patria       | 3-0       | UD.Valdez        |

| Fecha 3      | Fecha 3   | Fecha 3          |
| Equipo Local | Resultado | Equipo Visitante |
| ------------ | --------- | ---------------- |
| Emelec       | 0-0       | UD.Valdez        |
| 9 de Octubre | 0-0       | Everest          |
| LDU(G)       | 1-0       | Barcelona        |

| Fecha 4      | Fecha 4   | Fecha 4          |
| Equipo Local | Resultado | Equipo Visitante |
| ------------ | --------- | ---------------- |
| Barcelona    | 0-1       | UD.Valdez        |
| Emelec       | 1-1       | Patria           |
| 9 de Octubre | 0-4       | LDU(G)           |

| Fecha 5      | Fecha 5   | Fecha 5          |
| Equipo Local | Resultado | Equipo Visitante |
| ------------ | --------- | ---------------- |
| Barcelona    | 1-0       | Emelec           |
| Patria       | 1-1       | 9 de Octubre     |
| LDU(G)       | 1-2       | Everest          |

| Fecha 6      | Fecha 6   | Fecha 6          |
| Equipo Local | Resultado | Equipo Visitante |
| ------------ | --------- | ---------------- |
| Patria       | 1-0       | Barcelona        |
| LDU(G)       | 0-5       | Emelec           |
| Everest      | 2-3       | UD.Valdez        |

| Fecha 7      | Fecha 7   | Fecha 7          |
| Equipo Local | Resultado | Equipo Visitante |
| ------------ | --------- | ---------------- |
| Everest      | 2-0       | Barcelona        |
| LDU(G)       | 0-1       | Patria           |
| 9 de Octubre | 2-3       | UD.Valdez        |

| Fecha 8      | Fecha 8   | Fecha 8          |
| Equipo Local | Resultado | Equipo Visitante |
| ------------ | --------- | ---------------- |
| 9 de Octubre | 0-2       | Emelec           |
| LDU(G)       | 1-5       | UD.Valdez        |
| Everest      | 0-1       | Patria           |

| Fecha 9      | Fecha 9   | Fecha 9          |
| Equipo Local | Resultado | Equipo Visitante |
| ------------ | --------- | ---------------- |
| Emelec       | 0-0       | Everest          |
| 9 de Octubre | 0-0       | Barcelona        |
| UD.Valdez    | 1-2       | Patria           |

| Fecha 10     | Fecha 10  | Fecha 10         |
| Equipo Local | Resultado | Equipo Visitante |
| ------------ | --------- | ---------------- |
| Barcelona    | 0-1       | LDU(G)           |
| UD.Valdez    | 0-2       | Emelec           |
| Everest      | 1-1       | 9 de Octubre     |

| Fecha 11     | Fecha 11  | Fecha 11         |
| Equipo Local | Resultado | Equipo Visitante |
| ------------ | --------- | ---------------- |
| UD.Valdez    | 1-1       | Barcelona        |
| Patria       | 1-3       | Emelec           |
| LDU(G)       | 4-0       | 9 de Octubre     |

| Fecha 12     | Fecha 12  | Fecha 12         |
| Equipo Local | Resultado | Equipo Visitante |
| ------------ | --------- | ---------------- |
| Barcelona    | 0-1       | Patria           |
| Emelec       | 3-1       | LDU(G)           |
| UD.Valdez    | 3-1       | Everest          |

| Fecha 13     | Fecha 13  | Fecha 13         |
| Equipo Local | Resultado | Equipo Visitante |
| ------------ | --------- | ---------------- |
| Barcelona    | 1-1       | Everest          |
| UD.Valdez    | 2-0       | 9 de Octubre     |
| Patria       | 1-0       | LDU(G)           |

| Fecha 14     | Fecha 14  | Fecha 14         |
| Equipo Local | Resultado | Equipo Visitante |
| ------------ | --------- | ---------------- |
| Emelec       | 1-0       | Barcelona        |
| 9 de Octubre | 0-3       | Patria           |
| Everest      | 2-1       | LDU(G)           |

#### Tabla de posiciones
| Pos | Equipo       | Pts | PJ | PG | PE | PP | GF | GC | Dif |
| --- | ------------ | --- | -- | -- | -- | -- | -- | -- | --- |
| 1º  | Patria       | 20  | 12 | 9  | 2  | 1  | 23 | 5  | +18 |
| 2º  | Emelec       | 18  | 12 | 7  | 4  | 1  | 23 | 5  | +18 |
| 3º  | U.D. Valdez  | 15  | 12 | 6  | 3  | 3  | 20 | 15 | +5  |
| 4º  | Everest      | 11  | 12 | 3  | 5  | 4  | 12 | 15 | -3  |
| 5º  | LDU          | 9   | 12 | 4  | 1  | 7  | 15 | 20 | -5  |
| 6º  | 9 de Octubre | 6   | 12 | 1  | 4  | 7  | 5  | 25 | -20 |
| 7º  | Barcelona    | 5   | 12 | 1  | 3  | 8  | 3  | 11 | -8  |

 Pts=Puntos; PJ=Partidos jugados; G=Partidos ganados; E=Partidos empatados; P=Partidos perdidos; GF=Goles a favor; GC=Goles en contra; Dif=Diferencia de gol
|  | Clasificaron al Cuadrangular Final |

## Cuadrangular Final

### Partidos y resultados
| Fecha 1      | Fecha 1   | Fecha 1          |
| Equipo Local | Resultado | Equipo Visitante |
| ------------ | --------- | ---------------- |
| Emelec       | 3-2       | Everest          |
| Patria       | 4-0       | UD.Valdez        |

| Fecha 2      | Fecha 2   | Fecha 2          |
| Equipo Local | Resultado | Equipo Visitante |
| ------------ | --------- | ---------------- |
| Emelec       | 3-0       | UD.Valdez        |
| Patria       | 3-1       | Everest          |

| Fecha 3      | Fecha 3   | Fecha 3          |
| Equipo Local | Resultado | Equipo Visitante |
| ------------ | --------- | ---------------- |
| Patria       | 0-0       | Emelec           |
| UD.Valdez    | 0-0       | Everest          |

#### Tabla de posiciones
| Pos | Equipo      | Pts | PJ | PG | PE | PP | GF | GC | Dif |
| --- | ----------- | --- | -- | -- | -- | -- | -- | -- | --- |
| 1º  | Patria      | 25  | 15 | 11 | 3  | 1  | 26 | 7  | +19 |
| 2º  | Emelec      | 23  | 15 | 9  | 5  | 1  | 30 | 6  | +24 |
| 3º  | U.D. Valdez | 16  | 15 | 6  | 4  | 5  | 20 | 22 | -2  |
| 4º  | Everest     | 12  | 15 | 3  | 6  | 6  | 14 | 22 | -8  |

 Pts=Puntos; PJ=Partidos jugados; G=Partidos ganados; E=Partidos empatados; P=Partidos perdidos; GF=Goles a favor; GC=Goles en contra; Dif=Diferencia de gol
|  | Campeón.     |
|  | Subcampeón,. |

### Campeón
|                    |
| Patria 1.er Título |